# Z (군사 기호)
로마자 Z는 2022년 러시아의 우크라이나 침공에 참가한 러시아 연방군의 군용 차량에 기록된 여러 기호 중 하나로, 자군과 적군을 구별하는 것을 목적으로 기록되어 있다고 추측된다.
"Z"는 러시아 정부의 전쟁을 지지 하는 선전 도구이자, 러시아 민간인이 침공을 지지하는 표시로 사용하고 있다.

## 같이 보기
- 백청백기 (러시아의 반전 운동에서 사용됨)